# Bitwa pod Brunete
Bitwa pod Brunete – starcie zbrojne między wojskami republikańskimi i nacjonalistami podczas hiszpańskiej wojny domowej w okolicach miasteczka Brunete, na zachód od Madrytu. Bitwa rozpoczęła się natarciem dywizji republikańskich w dniu 6 lipca i trwała do 25 lipca 1937 roku. W bitwie udział wzięło ponad 100 000 żołnierzy. Z taktycznego punktu widzenia pozostała nierozstrzygnięta; obydwie strony poniosły znaczne straty. Jednakże straty republikanów były znacznie wyższe niż ich przeciwników i nadszarpnęły znacznie rezerwy republikańskie, dlatego też, biorąc ponadto pod uwagę sukces w zatrzymaniu ofensywy, bitwę uznać należy za strategiczne zwycięstwo frankistów.

## Cele i koncepcja
Po utracie ważnej prowincji Vizcaya z przemysłowym miastem Bilbao oraz miasta Malaga w Andaluzji dowództwo wojsk republikańskich (szef sztabu: major (późniejszy generał) Vicente Rojo Lluch) postanowił wykonać tzw. „pierwsze przeciwuderzenie strategiczne” w ogólnym kierunku miasteczka Brunete położonego na zachód od Madrytu. Celem operacji było odepchnięcie wojsk narodowych od stolicy, lub ich rozbicie, a zarazem uzyskanie inicjatywy strategicznej z perspektywą ofensywy strategicznej doliną Tagu w kierunku Estremadury. Ofensywa przeprowadzona została pod naciskiem komunistów chcących wykazać (m.in. wspierającym ich silnie władzom ZSRR, a także rządowi życzliwej republikanom Francji) możliwości ofensywne wojsk republikańskich.
Po zgrupowaniu znacznych, doświadczonych sił republikańskich, złożonych z sił hiszpańskich, brygad międzynarodowych i oddziałów mieszanych, plan opracowany pod kierownictwem majora Rojo przewidywał wykonanie uderzenia dwoma potężnymi kolumnami, z których jedna kierowałaby się na Brunete, na zachód od Madrytu, a druga na Villaverde, na południe od stolicy. Obydwie kolumny miały się połączyć w okolicach Quatro Vientos, Venta de la Rubia i Ventorre de Cano, tworząc potężne kleszcze, zamykające siły narodowe otaczające Madryt od zachodu i południa.

## Siły przeciwników

### Wojska republikańskie
Do wykonania natarcia dowództwo republikańskie wyznaczyło trzy korpusy armijne: V Korpus Armijny, XVIII Korpus Armijny i II Korpus Armijny, łącznie 9 dywizji, znaczne ilości artylerii (ponad 100 armat) i oddziały inżynieryjne, w sumie około 80 000 żołnierzy. Ponadto republikanie dysponowali silną artylerią (217 dział), bronią pancerną (175 czołgów i samochodów pancernych) oraz około 150 samolotami. Dowództwo całej operacji sprawował gen. José Miaja.
V Korpus Armijny stanowił silne, elitarne ugrupowanie, złożone z dobrze wyszkolonych i doświadczonych żołnierzy. Składał się on głównie z członków Partii Komunistycznej, ludzi wypróbowanych, często fanatycznie oddanych komunizmowi, ukształtowanych w słynnym V Pułku Milicji Antyfaszystowskich. Dowódcą korpusu był major milicji Juan Modesto.
Korpus składał się z trzech dywizji: 11 Dywizją złożoną z Hiszpanów, dowodził major milicji i komunista Enrique Líster. Dowódcą 46 Dywizji, również hiszpańskiej był major milicji Valentín González zwany popularnie El Campesino („Wieśniak”). Trzecia Dywizja 35 była mieszana, hiszpańsko-międzynarodowa. Dowodził nią sowiecki generał Karol Świerczewski. Poważnym mankamentem sił republikańskich było dowodzenie – bowiem głównodowodzący większości sił nie mieli żadnego przeszkolenia wojskowego i mieli bardzo mierne talenty dowódcze. Jedynie González i Modesto służyli poprzednio w armii, byli jednak zaledwie podoficerami.
W skład XVIII Korpusu Armijnego wchodziły 4 dywizje, dwie hiszpańskie i dwie międzynarodowe. Dywizją 10, hiszpańską dowodził zawodowy wojskowy, major milicji José Maria Enciso, natomiast 34 Dywizją – major milicji Francisco Galán, również zawodowy wojskowy. Pozostałe dwie dywizje miały charakter międzynarodowy: 45 Dywizją dowodził gen. Emilio Kléber, a 15 Dywizją – gen. János Gálicz – Węgier z pochodzenia. Obydwaj, absolwenci Akademii Wojskowej im. Michaiła Frunzego w Moskwie.
II Korpus Armijny był najsłabszą jednostką operacyjną użytą do ofensywy. Dowodził nim major milicji, Romero, zawodowy wojskowy. Korpus obejmował 20 batalionów i nieco artylerii. W jego skład wchodziły tylko dwie dywizje. 4 Dywizją dowodził Buneo, a 24 Gallo, obydwaj zawodowi wojskowi.

### Wojska rebelianckie
Naprzeciw tych sił, na odcinku 15-kilometrowym znajdowało się w chwili rozpoczęcia ataku tylko 5 batalionów wojsk narodowych wchodzących w skład 71 dywizji, w tym 2 Bandera Falangi z Sewilli, 5 Bandera Falangi z Kastylii, 5 Tabor Regulares z Larache, oddziały marokańskie (ok. 1000 ludzi) i nieco artylerii. Siłami tymi dowodził pułkownik Ricardo Serrades Santés.
Dopiero w późniejszej, przełomowej fazie bitwy, po ściągnięciu znacznych posiłków siły narodowe składały się ponadto z 11 Dywizji (dowódca: gen. José Iruretagoyena Solchaga), 12 Dywizji (dowódca: gen. Carlos Asensio Cabanillas), 13 Dywizji (dowódca: gen. Fernando Barrón y Ortiz), 14 Dywizji (dowódca: płk Juan Yagüe Blanco), 150 Dywizji (dowódca: gen. Sáenz de Buruaga), 4 Brygady Nawarskiej (dowódca: płk Juan Bautista Sánchez) i 5 Brygady Nawarskiej (dowódca: płk Alonso Vega).
Teren natarcia był odkryty, bez wyraźnych przeszkód terenowych. Był on nieco pofalowany, co umożliwiało sprytne ukrycie i zamaskowanie wojsk atakujących.
Ze względu na wielką dysproporcję sił na kierunku natarcia oraz zaskoczenie operacja miała duże szanse powodzenia. Na to też liczył szef sztabu Armii Republikańskiej, płk Vicente Rojo Lluch.

## Przebieg
Natarcie rozpoczęło się w nocy z 5 na 6 lipca 1937. Po krótkim przygotowaniu artyleryjskim oddziały 11 dywizji Listera wykonały nocny, 10-kilometrowy marsz prześlizgując się cichaczem między słabo i punktowo obsadzonymi formacjami przeciwnika. O godz. 7:30 następnego dnia niespodziewanym atakiem zajęto miasteczko Brunete, z którego nieliczne oddziały narodowe uciekły w popłochu.
Natomiast 46 Dywizji dowodzonej przez el Campesino nie udało się opanować z zaskoczenia miasteczka Quijorna. Napotkały one na dobrze zorganizowany tam opór Taboru z Ifni w Maroku Hiszpańskim – jednostki w sile batalionu.
W tym samym czasie siły 34 Dywizji XVIII Korpusu w sile 8 batalionów i kilku czołgów wykonały atak na Villanueva de Cañada. Zostały jednak zatrzymane przez dobrze zorganizowany opór broniących miasteczka falangistów z Sewilli. Villnaueve znajduje się na wzgórzu otoczonym przez niżej położony otwarty obszar, co ułatwia działania obrońcom mogącym kontrolować podejścia do miasta.
Również II Korpus Armijny z powodu skutecznej obrony przeciwnika wykorzystującego zasieki, zapory inżynieryjne i betonowe schrony nie osiąga wyznaczonych celów.
Czasowe wstrzymanie natarcia na flankach uniemożliwia planowane wzmocnienie wysuniętej do przodu 11 Dywizji Listera przez siły wsparcia złożone głównie z silnych oddziałów artylerii obejmujących 33 baterie, ponad sto armat. W rezultacie pozbawiony osłony artyleryjskiej Lister musi wstrzymać natarcie ze względu na niejasną sytuację na flankach i groźbę potencjalnego przeciwnatarcia przeciwnika.
Oddziały narodowców utrzymują Villanueva de Cañada ponad 12 godzin, mimo powtarzających się ataków, a miejscowości Quijorna i Castiglio de Villafranca do 8 lipca. Czas ten wykorzystuje dowództwo narodowe do uruchomienia odwodów i zatrzymania republikańskiej ofensywy. 8 lipca formacje narodowe w rejonie Brunete liczą 31 batalionów i 17 baterii artylerii. Skuteczne przeprowadzenie dalszego natarcia republikańskiego nie jest już praktycznie możliwe.
W dniach 10–11 lipca republikańskie dywizje 10 i 45 otaczają miejscowość Villfraca del Castillo, lecz nie ma to już istotnego wpływu na ogólne załamanie się ofensywy. Ich próba generalnego ataku zostaje odparta przez szybko sprowadzoną przez dowódcę wojsk narodowych, gen. Varelę i sprawnie dowodzoną 5 Dywizję Nawarską. Skuteczny kontratak tej elitarnej jednostki wojsk narodowych zmusza republikanów do wycofania się z powrotem poza wcześniej przekroczoną rzekę Guadarrama.
Dnia 18 lipca następuje generalne przeciwuderzenie narodowców. Po zaciętych walkach prowadzonych ze zmiennym szczęściem, trwających do 25 lipca, a miejscami nawet do końca miesiąca odzyskują oni w większości chwilowo utracony teren. Szalę bitwy na stronę narodowców przeważają silne bombardowania lotnicze wykonane przy pomocy samolotów Legionu Condor i powodują zamieszanie w niektórych formacjach republikańskich. Zgrupowana w lesie 14 Brygada Republikańska zostaje rozproszona przez silne bombardowania lotnicze. Republikańska 13 Brygada Międzynarodowa ulega rozsypce, a dowódca kawalerii międzynarodowej, Włoch Alocca, krawiec z zawodu, dezerteruje kradnąc przy okazji całą należącą do brygady kasę. Oddziały narodowe zatrzymane zostają dopiero na nowo utworzonej przez republikanów silnie ufortyfikowanej linii.

## Konsekwencje i ocena
Pierwsze przeciwuderzenie strategiczne wojsk republikańskich zostało powstrzymane przez siły narodowe. Sytuacja wróciła w zasadzie do pozycji wyjściowych. Z taktycznego punktu widzenia bitwa pozostała nierozstrzygnięta. Obydwie strony poniosły znaczne straty. Jak wiele lat później napisał gen. Rafael Casas de la Vega „Na te pola Brunete przybyło 90 000 ludzi, aby doznać strat 40 000 ludzi w ciągu 20 dni. To znaczy, że z każdych dwu ludzi, którzy wzięli udział w batalii, jeden był zabity, ranny, lub dostał się do niewoli”. Jednakże straty republikanów (20 000 żołnierzy, 100 samolotów) były dwukrotnie wyższe niż ich przeciwników i nadszarpnęły poważnie rezerwy republikańskie. Bardzo poważne straty poniosły Brygady Międzynarodowe, które z ogólnego stanu 13 353 ludzi straciły 9 tysięcy. W efekcie w Brygadach cudzoziemcy stanowili po Brunete zaledwie 10% stanu, resztę stanowili rodowici Hiszpanie. Co więcej, na wieść o wysokich stratach pod Brunete zaciąg cudzoziemców do Brygad znacznie zmalał, a wielu ochotników zdezerterowało. Ponadto rozwiały się nadzieje republikanów co do możliwości przeprowadzenia generalnej ofensywy w kierunku Estremadury. Dlatego też bitwę uznać należy za strategiczne zwycięstwo strony narodowej. Odzyskali oni w przeważającej części pozycje utracone chwilowo na rzecz przeciwnika i wykazali niemożność skutecznego przeprowadzenia przez niego generalnej ofensywy.